# Ken Hansson
Ken Ronny Niclas Hansson, född 22 maj 1980 i Kulladal, Malmö, är en svensk före detta fotbollsspelare.

## Karriär
Hanssons moderklubb är IFK Malmö, där han spelade fram tills han var 12 år. Därefter spelade Hansson tre år för Malmö BI (MBI). Efter det tog han ett år uppehåll innan han började spela i Heleneholms SK. Hansson gjorde 120 mål för klubben mellan 2002 och 2005. 2006 gick Hansson till Limhamns IF, där han gjorde 20 mål i division 3 Södra Götaland under året.
2007 gick Hansson över till Superettan-klubben Bunkeflo IF. Han spelade 22 matcher och gjorde sju mål för klubben i Superettan 2007. Inför säsongen 2008 slogs Bunkeflo ihop med Hanssons tidigare klubb Limhamns IF och bildade Limhamn Bunkeflo. Han spelade 10 matcher och gjorde ett mål för klubben i Superettan 2008.
Sommaren 2008 värvades Hansson av IFK Klagshamn. Han gjorde sex mål på 10 matcher under säsongen 2008. Under säsongen 2009 gjorde Hansson 18 mål på 21 seriematcher. I mars 2010 värvades han av FC Rosengård. Hansson gjorde 23 mål för klubben i division 1 2010, men säsongen därpå gjorde han endast två mål på 20 matcher.
Inför säsongen 2012 värvades Hansson av BK Olympic. Han gjorde tre mål på 16 matcher för klubben i division 2 2012. Hansson gjorde 21 mål på 18 matcher i division 3 2013. Säsongen 2014 gjorde han 18 mål på 22 matcher i division 3. Klubben vann division 3 2015 och Hansson gjorde 25 mål på 21 matcher. Han gjorde fyra mål på 17 matcher i division 2 2016.
Inför säsongen 2017 gick Hansson till division 5-klubben Husie IF. Han gjorde 10 mål på 18 matcher 2017. Säsongen 2018 gjorde Hansson 13 mål på 17 matcher. Säsongen 2019 gjorde han tre mål på 16 matcher. Säsongen 2020 spelade Hansson fem matcher.